# 勐腊毛丛蛛
勐腊毛丛蛛（学名：Systaria mengla）为長腳袋蛛科的动物。在中国大陆，分布于云南等地，常栖息于洞穴。该物种的模式产地在云南。